# 兹纳缅卡 (奥廖尔州)
兹纳缅卡（羅馬化：Znamenka）是俄罗斯奥廖尔州人口最多的市级镇，属奥廖尔区，地处奥廖尔州中西部，位于伏尔加河流域奥卡河及其支流措恩河（Цон）之间，在区行政中心及州府奥廖尔西南侧。M2公路（克里米亚公路）穿过该镇。
该地2022年人口有10,878人；2010年人口12,002；2002年人口12,099；1989年人口12,350。